# إدي ريف
إدي ريف (بالإنجليزية: Eddie Reeve)‏ هو لاعب كرة قدم بريطاني في مركز مهاجم داخلي، ولد في 3 ديسمبر 1947 في هونسلو ‏ في المملكة المتحدة. لعب مع لوس أنجلوس وولفز ونادي برينتفورد ونادي لينكولن سيتي ونادي هيلينغدون بورو ونادي وكينغ.